# Silvestru Morariu Andrievici

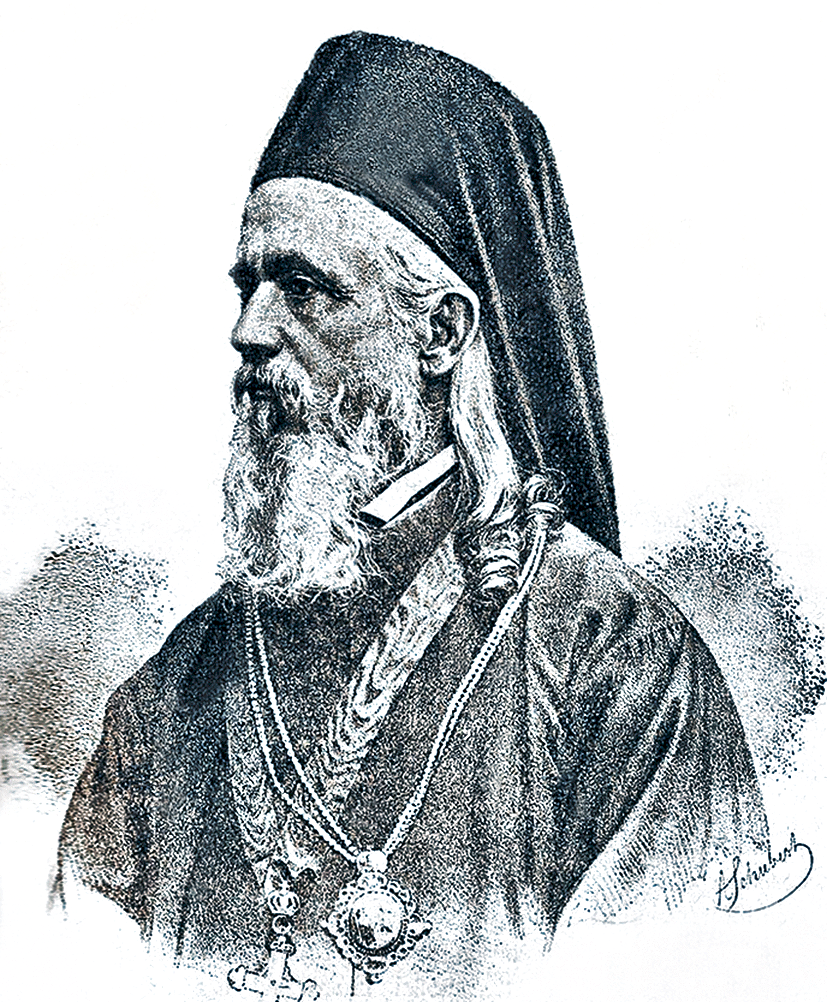
Mitropolitul Silvestru Morariu Andrievici

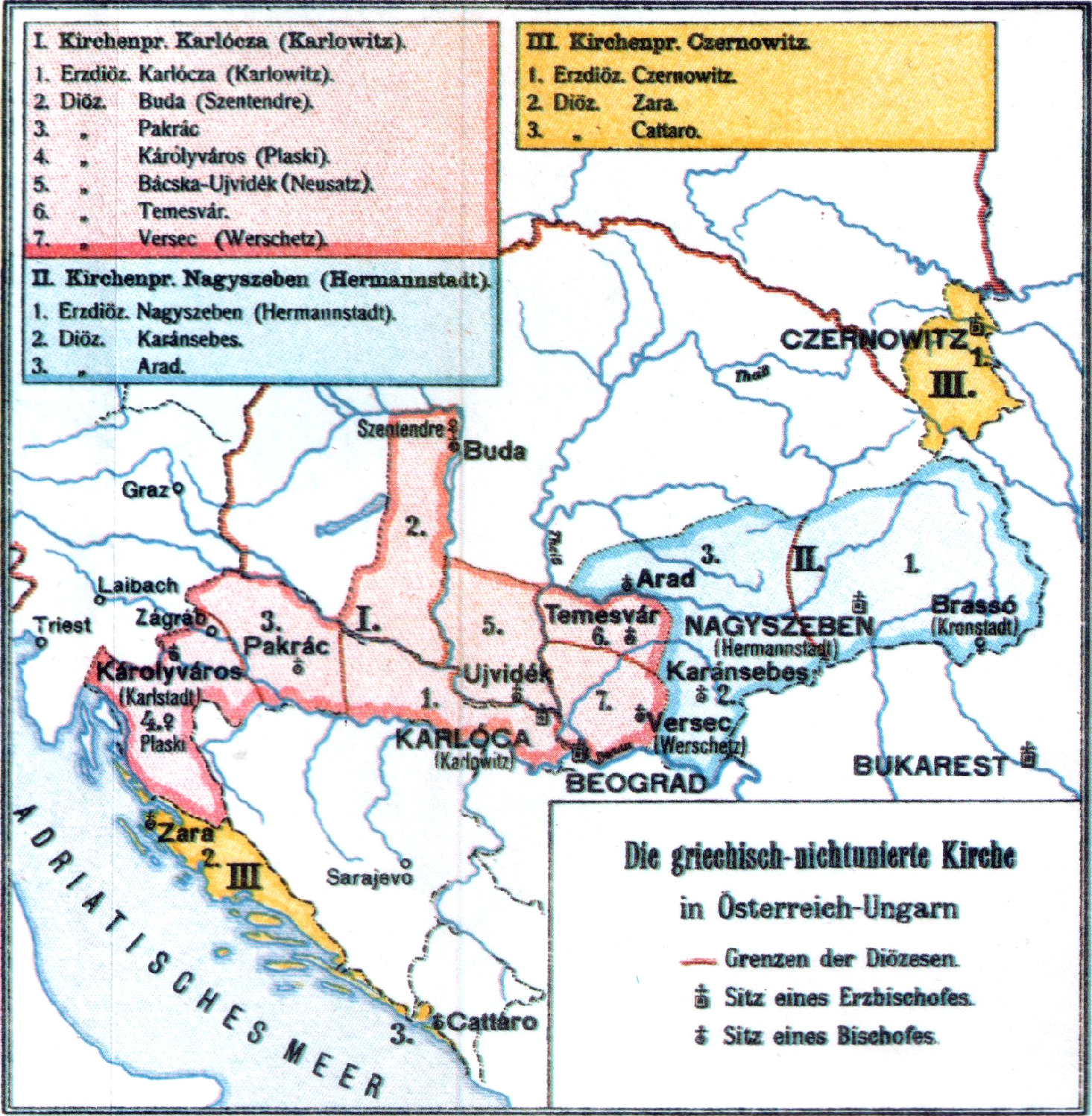
Mitropolia Bucovinei și Dalmației (cu galben), alături de celelalte două provincii bisericești ortodoxe din Imperiul Austro-Ungar

Silvestru Morariu Andrievici, născut Samuil Morariu, (n. 26 noiembrie 1818, Mitocu Dragomirnei — d. 12 aprilie 1895, Cernăuți) a fost un cleric ortodox român, care a avut rangul de arhiepiscop al Cernăuților și mitropolit al Bucovinei și Dalmației (1880-1895).

## Biografie

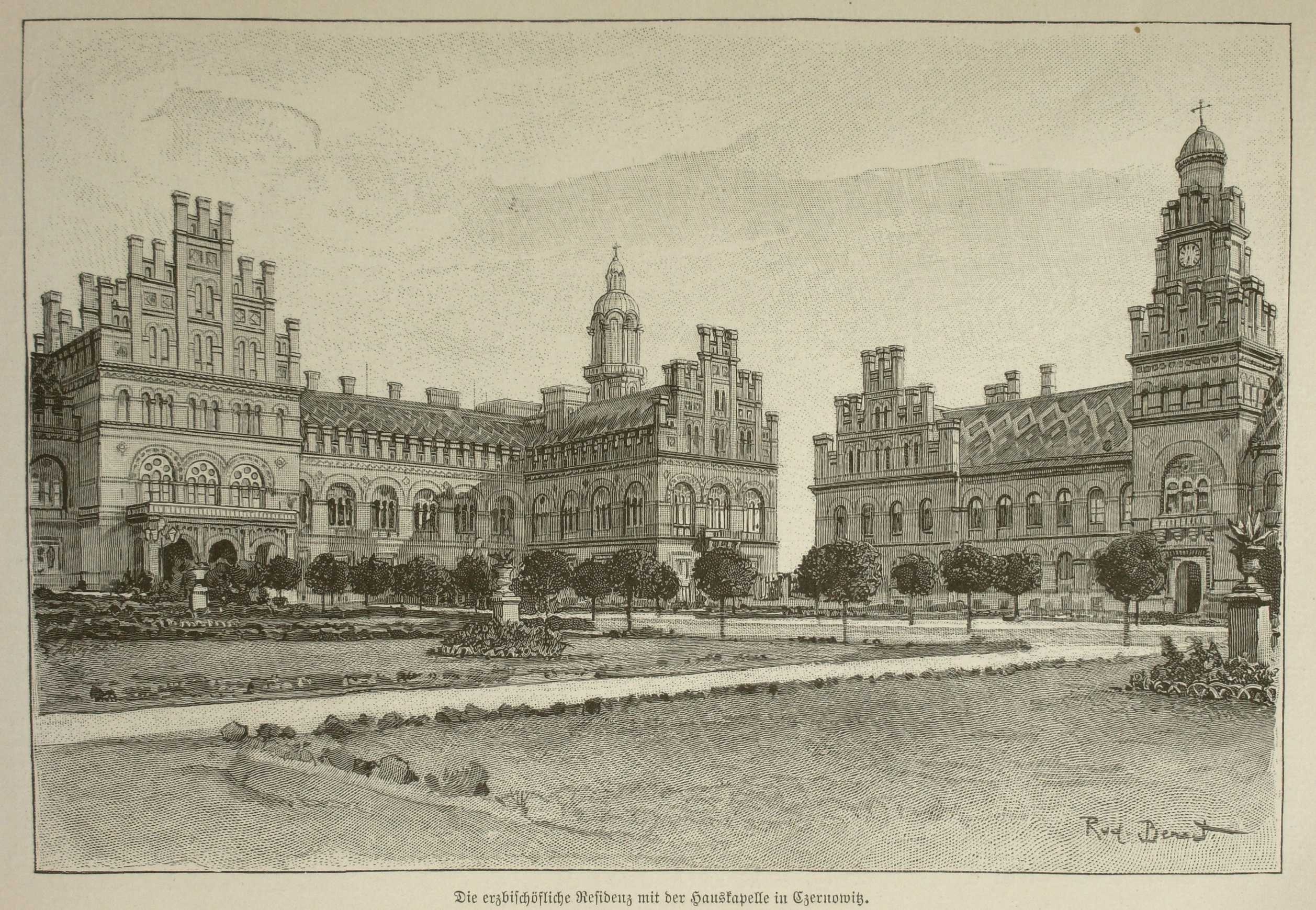
Mitropolia din Cernăuți

Samuil Morariu s-a născut în Mitocul Dragomirnei lângă Suceava ca fiu al preotului de acolo George Andrievici și al soției sale Zamfira, fiica parohului din loc George Grigorovici. La botez primi numele Samuil. Numele adevărat al familiei era Morariu, pe care-l poartă până în ziua de azi toate rudele răposatului. Iar numele Andrievici e o reminiscență din epoca tristă de slavizare, patronată de factorii lumești și bisericești. Primele cunoștințe de carte le-a primit în casa părintească, după aceea în școala primară din Suceava, iar studiile liceale le-a terminat la liceul de stat din Cernăuți, pe atunci unicul din întreaga țară. După liceu și studii ulterioare ale teologiei ortodoxe grecești din Cernăuți, a primit numirea ca preot în Ceahor (1843-1862). Aici i se oferi tânărului preot un teren larg de activitate. Cu zel apostolic se dedică el misiunii sale, pătruns de intențiile cele mai curate pentru binele bisericii și al poporului încredințat păstoriei sale. Pătruns de convingerea fermă că soldatul bun și credincios trebuie să se înarmeze totdeauna cu armura cea mai modernă, pentru ca să-și poată împlini misiunea grea și plină de responsabilitate, căuta tânărul paroh Samuil să se cultive necontenit și să-și câștige toate acele cunoștințe, care îi sunt necesare unui păstor adevărat. Din cauza atitudinii sale patriotice, el a fost marginalizat de Episcopul Eugenie Hacman, fiind reintegrat de succesorul acestuia, Teofil Bendela.
Din 1862-1877 a fost consistoriu consistoriului arhiepiscopal și profesor de muzică la seminarul diecezan și școala pentru cântăreți bisericești din Cernăuți. 1877-1880 a devenit mitropolit vicar, 1879 administrator al Bucovinei.
De la 1870 la 1880 a fost deputat ales în Camera Reprezentanților a Reichsratului austriac.
În anul 1874, cu ocazia ridicării în rangul de arhimandrit onorific, sau în 1877, cu ocazia ridicării în treapta de arhimandrit propriu zis, și-a luat numele de Silvestru. Când anume și-a adăugat numele de Morariu nu poate fi stabilit. Cert este că în anul 1877 a fost numit vicar mitropolitan la Cernăuți sub numele Silvestru Morariu-Andriewicz.
În data de 12 martie 1880 a fost numit prin decretul împăratului Franz Joseph arhiepiscop de Cernăuți și mitropolit al Bucovinei și Dalmației. Slujba de sfințire a avut loc în 16 aprilie 1880 în Biserica Sf. Treime din Viena. Din causa aceasta, în calitatea sa de demnitar spiritual înalt, a devenit membru în Herrenhaus, camera superioară a Reichsratului Imperiului Austriac, "pe viață". În acest timp el și Alexandru Baron Wassilko de Serecki au fost singurii reprezentanți al Ducatului Bucovinei în acest organ.
În anul 1885 a publicat în tipografia sa lucrarea lui Iraclie Porumbescu intitulată Kloster Putna in der Bucovina.  În același an Morariu a devenit membru fondator al societății „Concordia“, care s-a concentrat pe activitatea culturală. Sub influența sa a fost înființată și asociația de muzică „Armonia“, iar apoi uniunea literară a studenților ortodocși de teologie, „Academia ortodoxă“, în 1889.
Faptul că preoțimea a colaborat la aceste jurnale, a fost pentru apărarea intereselor Bisericii și a culturii, într-o mică măsură aceștia au acționat politic. „Preoțimea nu avea propriul său organ de presă prin care să facă cunoscută poziția sa în diferitele chestiuni care priveau viața socială, culturală etc. a românilor, lucru care a determinat intensificarea eforturilor pentru realizarea acestui vis, împlinit după ocuparea scaunului mitropolitan de către Silvestru Morariu Andrievici”.
Mitropolitul Silvestru Morariu Andrievici împreună cu întreaga Biserică ortodoxă din Bucovina a reușit să mențină nealterat patrimoniul spiritual sub stăpânirea habsburgică pe perioada întregului secol XIX, fiind caracterizat ca un secol al rezistenței. Lupta pentru identitatea națională și culturală românească, a devenit mai vizibilă în a doua jumătate a secolului al XIX-lea.  Odată ajuns în fruntea Bisericii ortodoxe din Bucovina, Silvestru era „un vrednic reprezentant al curentului naționalist român”, numirea sa a fost salutată cu mare bucurie de către toți locuitorii români ai provinciei. De la el se aștepta că va pune capăt politicii confesionale și va inaugura o nouă eră națională românească.
Una dintre principalele căi spre afirmarea culturală și națională a fost înființarea și redactarea revistei „Candela jurnalu bisericescu” la inițiativa mitropolitului Silvestru Morariu, deoarece a fost prima publicație finanțată din resursele Fondului bisericesc și putea fi accesibilă tuturor preoților din eparhia Bucovinei. Ea a apărut într-un moment favorabil pentru că mitropolitul a avut deja câteva încercări de a contribui la înființarea unor lucrări de presă. Încă din tinerețe redactase „Calendariu poporului bucovinean”, editase „Amicul poporului” (12 iunie 1878-martie 1896), după ce, în 1864, împreună cu Veniamin Iliuț, întocmise proiectul de apariție a ziarului „Steaua Bucovinei”, nerealizat însă”.
Atitudinea sa pro-românească a fost des criticată de rutenii bucovineni. Mitropolitului Silvestru, în istoriografia oficială ucraineană, este considerat un "rutean românizat", dar și un "înfocat șovin român ucrainofob", pentru că s-a luptat pentru drepturile românilor.

## Opere[17]
- Micul Komenic pentru întâia claslă a școalelor poporene / Der Kleine Komenius für die erste Klasse der Volksschulen, Wien, 1851, 77 S. (altă ediție 1862)
- Carte de cetire sau Legendariu românesc pentru întâa clasă a școalelor poporene, Wien, 1852, 110 S.
- Pentru a doua clasă, Wien, 1855, 164 S. (alte ediții în 1858, 1865,1869,1873)
- Pentru a treia clasă, Wien, 1861, 162 S. (alte ediții în 1862, 1866, 1868, 1877)
- Pentru a patra clasă, Wien, 1856, 206 S. (alte ediții în 1860, 1862, 1869)
- Metodica și calculăciunii cu cifre, Wien, 1858, 229 S.
- Metodica calculăciunii în cap, Wien, 1860, 202 S.
- Aritmetica pentru școalele sătești, Wien, 1868, 140 S.
- Die orthodoxe Lehre der christlichen Religionen, 3 Bände, Wien 1862-1864
- Învățătura ortodoxă din religiunea creștinească pentru clasele superioare ale gimnaziului
- Învățătura dogmatică generală, Wien, 1862, 166 S.
- Învățătura dogmatică specială, Wien, 1862, 182 S.
- Învățătura morală, Wien, 1864, 212 S.
- Catehism mic pentru tinerimea ortodoxă din I și a II-a clasă a școalelor naționale din Bucovina, Wien, 1865, 38 S. (alte ediții 1889,1892)
- Istoria sfântă a Testamentului Vechi și Nou pentru clasa a II-a  a școalelor poporene, Wien, 1865, 282 S. (ed. a II-a, 1886, ed. a III-a, 1890)
- Micul Catechism carele cuprinde învățătura creștinească despre dogmele Bisericii dreptcredincioase a Răsăritului pentru a III-a clasă a școalelor poporene, Wien, 1865, 87 S. (alte ediții 1877 și 1890);
- Istoria sfântă a Testamentului Vechiu și celui Nou cu aplicări din învățătura religiei... pentru a IV-a clasă a școalelor poporene, Wien, 1865, 281 p. (ed. a II -a, Viena, 1890),
- Epistolia și Evangheliile de toate duminicile și sărbătorile de peste an... pentru clasa III-a  școalelor poporene, Wien, 1965. 166 p.
- Liturgica care cuprinde scurta tâlcuire a rânduielilor liturgice după tipicul Bisericii drept credincioase a Răsăritului, Cernăuți, 1860, 113 p.
- Cuvântări bisericești pe toate duminicile și sărbătorile de peste an, Cernăuți, 1860, 329 p.
- Psaltichia bisericească  așezată în note muzicale, Wien, 1879, 97 p.
- Tipiconul Bisericii Ortodoxe orientale pentru rânduielile liturgice în toate zilele anului pascal bisericesc, Cernăuți, 1883, XI + 214 + VII p.
- Apologie der orthodoxen griechisch-orientalischen Kirche der Bukowina, Cernăuți, 1883 und 1890

## Legături externe
- 1883: De la Cernăuți, la Storojineț, Crasna, Vicov și Putna